# Jake Miller
 (mars 2014).
Si vous disposez d'ouvrages ou d'articles de référence ou si vous connaissez des sites web de qualité traitant du thème abordé ici, merci de compléter l'article en donnant les références utiles à sa vérifiabilité et en les liant à la section « Notes et références ».
Jacob Harris Miller, plus connu sous le nom de Jake Miller, est un auteur-compositeur-interprète américain de hip-hop et de pop,  né le 28 novembre 1992. Son premier album, Us Against Them (en), est sorti le 5 novembre 2013. 

## Carrière

### Les débuts
Jake Miller grandi à Weston, en Floride. Il a appris seul à jouer de la batterie et de la guitare à un jeune âge. Alors qu'il est scolarisé au lycée Cypress Bay High School (en), il commence à poster des vidéos de lui en train de rapper sur YouTube, sous le pseudo de « J Killa ». Ses vidéos créées le buzz et attirent l'attention du monde de la musique.
Il participe à son premier concert en 2011, en faisant la première partie du spectacle du rappeur Snoop Dogg à Pompano Beach, en Floride. En mai 2011, Jake a remporté le concours national « Kick it With the Band » de Samsung et T-Mobile, et a donc gagné 35 000 $ pour sa carrière musicale, ainsi que la possibilité de réaliser un clip avec la sensation YouTube Keenan Cahill.
En novembre 2011, Jake se produit aux côtés de Flo Rida, Sean Kingston et Asher Roth au concert « Think Pink Rocks » à West Palm Beach, afin de sensibiliser au cancer du sein. En décembre 2011, Jack chante lors du concert annuel « Y-100 Jingle Ball », avec Cody Simpson et We the Kings. Le 31 décembre 2011, il chanta au « Orange Drive Miami Beach Music Festival », dans lequel Jason Derulo, Cee Lo Green, Ne-Yo, Gym Class Heroes et Cobra Starship se produisaient également. Le 11 mars 2012, Jake s'est produit à la fois à la Planet Pit Stage et à la Power 96 Stage, lors du fameux « Calle Ocho Festival » de Miami, en Floride, en face d'une foule estimée à plus de 200 000 personnes.[réf. nécessaire] Il a également participé à un spectacle au « Y-100 Pep Rally », où il a joué notamment avec Sammy Adams, Austin Mahone et J Rand.

### Premiers EPs etUs Against Them
Le 6 mars 2012, mtv.com a diffusé en exclusivité le clip du premier single de Jake, I'm Alright. Son deuxième single, What I Wouldn't Give, est passé en boucle dans les radios américaines.
Jake a sorti son premier EP, Spotlight, sur iTunes le 29 juillet 2012. Un deuxième EP, The Road Less Traveled, sortit également sur iTunes le 9 avril 2013. Ce deuxième EP s'est directement placé à la première place des charts « HipHop ».
Son premier album, Us Against Them (en), est sorti le 5 novembre 2013, sous le label E1 Music.
En novembre 2013, il annonce avoir signé un contrat avec le label Warner Bros. Records.

### Warner Bros
Maintenant signé chez Warner Bros. Records. Jake sort la chanson First Flight Home en tant que premier single de son EP, Dazed and Confused. Peu de temps après, il quitte Warner Bros et devient artiste indépendant.

## Discographie
Album
- 2013 : Us Against Them (en)
- 2017 : 2:00am in LA

EP
- 2012 : Spotlight
- 2013 : The Road Less Traveled
- 2014 : Lion Heart
- 2015 : Rumors
- 2016 : Overnight
- 2024 :White Night, Honkai: Star Rail